# Zero Carbon Britain
Zero Carbon Britain (v překladu „bezuhlíková Británie“) je výzkumný projekt proti klimatické změně ve Velké Británii, který si klade za cíl, aby Velká Británie měla nulové emise skleníkových plynů – aby byla „bezuhlíková“. Výzkumná skupina je přesvědčena, že čisté globální emise skleníkových plynů musí být co nejrychleji sníženy na nulu, a to by mělo být prvořadým cílem celého globálního společenství – jednat společně prostřednictvím spravedlivé a závazné mezinárodní smlouvy o klimatu. Je třeba žít udržitelně, abychom klima pro naše děti a následující generace nerozvrátili zcela katastrofálně. K tomu lze dojít zapojením technologií a nástrojů, díky kterým by země fungovala pouze z obnovitelných zdrojů. Projekt si klade za cíl snížit emise skleníkových plynů až k nulové bilanci, orientačně do roku 2030.
V této souvislosti mají některé části globální komunity větší odpovědnost za snižování emisí a měly by postupovat rychleji než jiné. Velká Británie patří k bohatší rozvinuté části světa s vysokou úrovní emisí skleníkových plynů na obyvatele a jako průkopník průmyslové revoluce má obrovskou historickou uhlíkovou stopou.
Vzhledem k ohrožení, kterému čelíme v důsledku destabilizace globálního klimatu, času ztraceném při řešení této hrozby a nejistotám, nelze říci, že cíl je zcela bezpečný. V této souvislosti projekt požaduje cíl přibližně nulového čistého uhlíku a nulového skleníkového plynu, emisí do roku 2030. Není jisté, že to bude stačit k předcházení katastrofě, ani to nebude snadné, ale s politickou vůlí a velkou naléhavostí a odhodláním je to možné. A přinese to spoustu dalších výhod kromě toho, že nám dá šanci na boj v boji proti klimatické katastrofě.
Projekt se opírá o vědecký scénář dekarbonizace, který zpracovalo Centrum alternativních technologií (CAT), jedním z předních autorů je Tobi Kellner (model představil i v České republice).

## Zero Carbon Britain 2030
Centrum pro alternativní technologie (CAT) ve Walesu pracuje již mnoho let v rámci projektu Zero Carbon Britain na strategii rychlé dekarbonizace britské ekonomiky. V roce 2019 zveřejnilo svou nejnovější zprávu „Zero Carbon Britian: Rising to the Climate Emergency“, která podrobně prozkoumala, jak by Británie mohla do roku 2030 snížit své emise skleníkových plynů až nulové bilanci. Navázalo tak na sérii svých výzkumných zpráv s tématem Zero Carbon, z nichž ta z roku 2010 nesla přímo název Zero Carbon Britain 2030.
Projekt Zero Carbon Britain zkoumá, jak můžeme využít všechny technologie, abychom dosáhli nulové „čisté“ hodnoty. Změny jsou nezbytné ve stavitelství, dopravě, využití půdy, chování k přírodě a je třeba zainvestovat do technologií, které jsou založené na obnovitelných zdrojích. Zprávy projektu poskytují podklady pro rozpoutání debaty kolem rozsahu a rychlosti změn, jsou vhodnou oporou pro výuku, viz např. reflexe zprávy z r. 2013, Zero Carbon Britain: Rethinking the Future.

### Jak snižovat britské emise skleníkových plynů
Efektivnějším využíváním energie lze britskou poptávku stlačit až o 60 %. Tu pak už lze pokrýt obnovitelnými zdroji s využitím technologií, které jsou dostupné již dnes. Také je potřeba provést změny v zemědělství, aby se vyvážilo zbylých 8 % emisí, které vznikají z neenergetických procesů (například z výroby cementu nebo metan z chovu dobytka) – to lze provést odstraňováním skleníkových plynů z atmosféry přírodním zachycováním uhlíku v lesích a obnovováním rašelinišť.
Model produkce elektřiny užívá meteorologických údajů za poslední desetiletí a porovnává ji s odhadovanou budoucí spotřebou, obé hodinu po hodině.

#### Budovy
Novým trendem v bydlení jsou vysoké standardy tzv. pasivních domů („Passivhaus“), které jsou postaveny a vybaveny tak, aby jejich spotřeba energie byla několikrát menší než u dříve stavěných budov. Ty ovšem je nutno regenerovat na standard co nejbližší pasivnímu. Tak by mohla potřeba britská vytápění klesnout na polovinu dnešní.

#### Doprava
Cestováním lze také velmi ovlivnit spotřebu energií – projekt nabádá k používání udržitelnějších způsobů dopravy, jako je veřejná doprava, chůze, jízda na kole, elektrická vozidla, méně létání a další. Tím by se snížila energetická poptávka až o 78 %.

### Energetický scénář
- Využívání vhodných obnovitelných zdrojů pro Británii – solární, geotermální, vodní, slapová,...
- Větrná energie hraje hlavní roli a zajišťuje asi polovinu potřebné energie
- Většina energie je vytvářena ve formě elektřiny (asi 66 %)
- "Uhlíkově neutrální" syntetická paliva hrají důležitou roli tam, kde není možní využít elektřinu (například v některých oblastech průmyslu a dopravy), umělá nafta bude využívána pro těžké stroje a letadla.

Je potřeba ale mít zdroje energie i v případě, kdy vítr nefouká a slunce nesvítí. Scénář nespoléhá na dovoz z kontinentální Evropy (ač se jistě bude občas vyskytovat, i když vývoz bude velmi převažovat), ale na syntetický plyn.

### Hospodaření v krajině
Scénář pracuje s tím, že veškerá biomasa bude vypěstovaná na britské půdě. Emise ale souvisí i s výrobou potravin, změnami ve využívání půdy a postupy hospodaření s půdou – to tvoří až 10 % emisí ve Velké Británii.
Je potřeba udržet biologickou rozmanitost, efektivně vyrábět potraviny, snížit zemědělské emise, používat zdravější potraviny, snížit dovoz potravin, úsporněji vyrábět stavební materiály a další.
Model Zero Carbon Britain počítá s tím, že vodík vyrobený z přebytků elektřiny se bude kombinovat s uhlíkem z biomasy pro výrobu syntetických paliv. Ta lze dlouhodobě skladovat a takto vyrobený metan užívat v případě potřeby i pro výrobu elektřiny. Díky dietním změnám, díky snížení plýtvání potravinami a zlepšení zemědělských postupů by měla být dostupná zdravá a udržitelná strava pro všechny obyvatele.
- Emise skleníkových plynů ze zemědělství by se měly snížit o 57 % (a to jen emise produkované na farmách jako zpracování potravin)
- Británie by měla být potravinově soběstačná, měl by se snížit dovoz ze 42 % na 17 %
- Strava by měla být zdravější a vyváženější
- Strava by se měla skládat z méně masa a mléčných výrobků, ale více z rostlinných zdrojů
- Měla by být obnovena lesní plocha v Británii a mělo by se obnovit 50 % rašelinišť, kde bude uhlík zachytáván

V modelu, kde fungují tyto změny, by bylo podle modelu v Británii dost půdy na výrobu potravin, ale i dost na potenciální zdroje příjmů (nové zemědělství například vytvoří pracovní místa).

## Jiné výpočty pro snižování emisí v Evropě

### MacKay (2009)
Kniha Davida J.C. MacKaye z roku 2009 Sustainable energy - without the hot air je dostupná ve slovenském překladu z r. 2013, Obnoviteľné zdroje energie – s chladnou hlavou. Kladla si za cíl posunout slova o snižování emisí ve Velké Británii k činům - a jako nástroj používá čísla. Tato čísla záměrně zaokrouhluje, pro větší přehlednost a zapamatování. Jako motivaci k debatě o energetické politice uvádí vyčerpatelnost fosilních paliv, bezpečnost dodávek energie a změny podnebí, které používání fosilních paliv způsobuje. Jako řešení uvádí velké změny - zbavit se využívání fosilních paliv, snížit spotřebu a zvýšit výrobu energie z obnovitelných zdrojů.
Kniha má několik kapitol, první se jmenuje Čísla, ne přívlastky (kde píše o jednotlivých zdrojích energie), druhá Skutečná změna (o změnách, trvalé udržitelnosti, energetických plánech atd.) a třetí částí jsou Technické kapitoly.
Příklad z podkapitoly č. 10 o větrné energii z moře:
- Abychom dostali 48 kWh za den z hlubokomořských větrných parků pro každého obyvatele Velké Británie, potřebovali bychom 60 miliónů tun betonu a ocele (asi jednu tunu na obyvatele)
- Abychom získali 48 kWh za den z jaderné energie pro každého obyvatele Velké Británie, potřebovali bychom 8 miliónů tun ocele a 140 miliónů tun betonu

Pro radikální změny je potřeba plán. MacKay v knize popisuje plánů pět. V těchto plánech je doprava víceméně elektrifikovaná, je menší spotřeba energií na vytápění a poptávka po elektřině bude stále stejná. Plánuje ale, jak vyrobit více elektřiny:
- Plán D = domácí diverzifikace - využívá každé možnosti domácích zdrojů energie a poměrně málo závisí na dovozu
- Plán N = NIMBY ("not in my backyard" = "ne na mém dvoru") - pro ty, kteří nechtějí zařízení pro obnovitelnou energii na britském venkově, ale nechtějí ani nové jaderné elektrárny
- Plán L - pro ty, kteří nechtějí jadernou energii
- Plán G - pro ty, kteří nechtějí jadernou energii ani uhlí
- Plán E = ekonomie - odhad, co by se mohlo stát na volném trhu s energiemi, které mají vysokou cenu emisí CO2

MacKay porovnával své scénáře s tím prvním v projektu Zero Carbon Britain, vydaným v roce 2007: Zero Carbon Britain: An Alternative Energy Strategy. Ten ovšem neobsahoval podrobné výpočty a dnes již není aktuální.

#### Výpočty pro Evropu[6]
Mnohé obnovitelné zdroje v Evropě mají nižší hustotu výkonu než ty ve Velké Británii, protože většina Evropy má méně energie z větru, vln a přílivů/odlivů.
- Průměrná rychlost větru v kontinentální Evropě je nižší než na Britských ostrovech → mají výkon 9 kWh za den na osobu
- Energie z vody dominuje v Norsku, Francii, Švédsku, Itálii, Rakousku a Švýcarsku → kdyby se zdvojnásobil výkon, získávali bychom 6,4 kWh za den na osobu
- Baltické a Středozemní pobřeží nemá vhodné vlny ke tvorbě energie → mají výkon 2 kWh za den na osobu
- Kdybychom zdvojnásobili výkon energie z přílivu a odlivu → mají výkon 2,6 kWh za den na osobu
- Kontinentální Evropa je více slunečná než Velká Británie, čehož by se mělo využít

Podle MacKaye nebylo reálné, aby Evropa, stejně jako Velká Británie, žila z vlastních obnovitelných zdrojů energie. O dekádu později na to sice jsou jiné pohledy, nicméně knihu lze ke studiu doporučit, neboť vše kolem užívání a zdrojů energie vysvětluje neobyčejně srozumitelně a přístupně.

### Jacobson (2019)
Práce Jacobsona z roku 2019 hodnotí Novou zelenou dohodu (Green New Deal), která vede k řešení globálního oteplování, znečištění ovzduší a energetické nejistoty pro 143 zemí, které představují 99,7 % emisí CO2. V této práci je Velká Británie zahrnuta společně s dalšími státy do regionu Evropa.
Země se totiž blíží globálnímu oteplování 1,5 °C, znečištěné ovzduší zabije více než 7 milionů osob každý rok a omezené zdroje fosilních paliv představují sociální nestabilitu.
Řešení zahrnují přechod všech energií do 100% čisté, obnovitelné energie – větrné a sluneční, která bude účinná a skladovatelná. Obnovitelné energie také vytváří miliony pracovních míst a vyžaduje méně půdy. 
- Obnovitelná energie celosvětově snižuje spotřebu globální energie o 57,1 %, náklady na energii o 61 % (z 17,7 do 6,8 bilionů dolarů za rok) a sociální náklady o 91 % (z 76,1 do 6,8 bilionů dolarů ročně)
- Vytváří o 28,6 milionu více dlouhodobých pracovních míst na plný úvazek
- Potřebuje pouze 0,17 % a 0,48 % plochy pevnin - první číslo se týká půdorysu zdrojů, druhé celkové rozlohy, která je potřeba
- Řešení zajišťuje, aby i přes variabilitu zdrojů nedocházelo k výpadkům energie

- Aby se však zabránilo globálnímu oteplování 1,5 °C, musíme snížit nejméně o 80 % veškeré emise z fosilních paliv a biopaliv do roku 2030 a o 100 % do roku 2050
- Náklady velkých regionů (Evropa, Rusko, USA, Kanada, Čína atd.) na obnovitelné zdroje budou v roce 2050 nízké

## Názory britských politických stran na ochranu životního prostředí[8]
Hlasování ve Velké Británii v roce 2019 ukázalo, že pro voliče je životní prostředí jednou z priorit při volbách.
- Podobně jako dokument 2050, i konzervativní strany oznámily zastavení těžby plynu z břidlic. Ovšem ve skutečnosti se jedná spíše o pauzu, než o zákaz definitivní.
- Labouristická strana navrhla zaizolování téměř 27 milionů domácností v zemi a vybavení jich solárními panely a tepelnými čerpadly. Konzervativci tento návrh zamítli jako nereálný, kvůli vysoké ceně.
- Liberální demokraté přislíbili založení klimatického fondu ve výši 100 miliard liber na pět let, který bude financován prostřednictvím půjček a daňových změn.
- Strana zelených zašla ještě dále a přislíbila 100 miliard liber ročně, aby do roku 2030 byly v Británii nulové emise uhlíku.
- Adam Price požadoval revoluci v oblasti „zelených pracovních míst“ ve Walesu (za 20 miliard liber), včetně vytvoření tří přílivových lagun nebo nové větrné farmy na moři.